# مجلة العلوم التربوية والنفسية
مجلة العلوم التربوية والنفسية هي مجلة محكّمة متخصصة دولية مفهرسة ومرخصة من شبكة وتحمل ترخيص (بالإنجليزية: (International Standard Serial Number (ISSN)‏ الرقم التسلسلي المعياري الدولي  2522-3399، تأتي مجلة العلوم التربوية والنفسية كمجلة متخصصة ومحكمة امتداداً لمسيرة المجلات التي تصدرها المجلة العربية للعلوم ونشر الأبحاث بالتعاون مع المركز القومي للبحوث، وتصدر شهرياً عن المجلة العربية للعلوم ونشر الأبحاث والمركز القومي للبحوث، وتهتم مجلة العلوم التربوية والنفسية بنشر الأبحاث التربوية والنفسية الأصيلة والقيمة التي من شأنها أن تسمو بالمجالات التربوية لتثري بذلك المكتبة العربية بأبحاث مختارة ومحكمة.

## وصلات خارجية
- مجلة جامعة الملك عبدالعزيز للعلوم التربوية والنفسية.
- مجلة العلوم التربوية والنفسية.
- مجلة جامعة القصيم للعلوم التربوية والنفسية.